# Psechrus leshukovi
Espèce
Psechrus leshukovi est une espèce d'araignées aranéomorphes de la famille des Psechridae.

## Distribution
Cette espèce est endémique de Sumatra en Indonésie. Elle se rencontre vers Bukit Lawang.

## Description
Le mâle holotype mesure 10,59 mm.

## Systématique et taxinomie
Cette espèce a été décrite par Omelko et Fomichev en 2023.

## Étymologie
Cette espèce est nommée en l'honneur d'Ivan Leshukov. 

## Publication originale
- Omelko & Fomichev, 2023 : « Two species of the genus Psechrus Thorell, 1878 (Araneae: Psechridae) from north Sumatra, Indonesia. » Far Eastern Entomologist, vol. 482, p. 1-9.